# Borken, Nordrhein-Westfalen
Borken är en stad i den tyska delstaten Nordrhein-Westfalen i Tyskland, belägen 10 kilometer från gränsen till Nederländerna. Staden har cirka 44 000 invånare, på en yta av 153 kvadratkilometer.

## Vänorter
- Albertslund i Danmark
- Bolków i Polen
- Grabow i Tyskland
- Mölndal i Sverige
- Whitstable i Storbritannien